# Тиберін

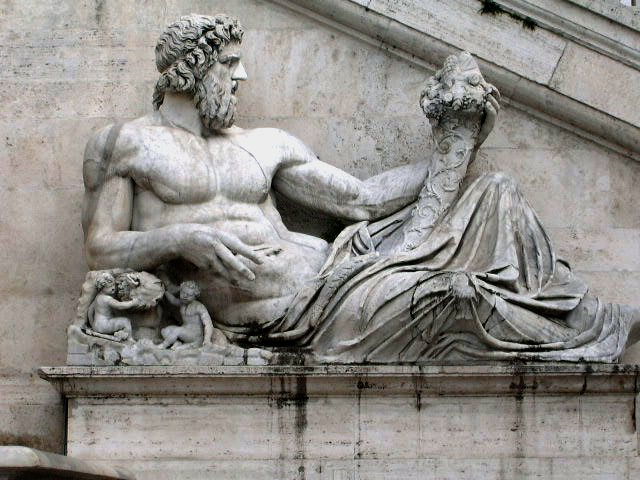
Тиберін (статуя у Капітолійських музеях в Римі).

Тиберін (лат. Tiberinus) — син Януса, бог річки Тибр. 
За іншими версіями, один із володарів Альби, що потонув у річці Альбула, яка після цього дістала назву Тибр; або цар Вей, що загинув у бою з сином Міноса Главком. З’явився вві сні Енееві й порадив йому укласти угоду з Евандром. 
На честь Т. було споруджено храм на острові річки Тибр і встановлено рибальське свято.